# Karim Zaza
Karim Zaza (arabisch كريم زازا, DMG Karīm Zāzā; * 9. Januar 1975 in Kopenhagen) ist ein ehemaliger dänisch-marokkanischer Fußballtorwart.

## Verein
Der 1,85 m große Sohn eines marokkanischen Vaters und einer deutschen Mutter wuchs in Dänemark auf und spielte ab 2007 bei Aalborg BK. Seine vorherigen Stationen waren Silkeborg IF, Fremad Amager, FC Kopenhagen, Odense BK und Brøndby IF.
Zaza ging 2006 zum damaligen deutschen Zweitligaaufsteiger Rot-Weiss Essen. Er wurde auf Anhieb Stammtorwart. Mit den Essenern spielte Zaza permanent im Abstiegskampf. Am Ende der Saison stand der direkte Wiederabstieg.
Zaza kehrte 2007 nach Dänemark zurück und unterschrieb bei Aalborg BK und wurde 2008 dänischer Meister. In der Folgesaison spielte man in der Qualifikation zur UEFA Champions League und erreichte die Gruppenphase. Dort erreichte man den dritten Tabellenplatz, wodurch man am Teilnahme am Sechzehntelfinale des laufenden UEFA-Pokals teilnahm. Im Achtelfinale schied Aalborg schließlich gegen den englischen Premier-League-Klub Manchester City aus.
In der Liga wurde Zaza mit Aalborg BK Siebter und durfte als dänischer Pokalfinalist an der Qualifikation zur UEFA Europa League teilnehmen. Dort schied man gegen den bosnischen Klub FK Slavija Sarajevo aus.

## Nationalmannschaft
Zaza debütierte für Marokko beim Aufeinandertreffen zwischen Marokko und Argentinien am 28. April 2004 in Casablanca.

## Erfolge und Titel

### Mit den Vereinen
- Dänische Meisterschaft: 2005 und 2008
- Dänischer Fußballpokal: Sieger 1997, 2002 und 2005; Finalist 2009

### Persönliche Auszeichnungen
Karim Zaza wurde unter anderem auch schon als bester Torhüter der dänischen Liga gekrönt.